# あわしま堂
株式会社あわしま堂（あわしまどう）は、愛媛県八幡浜市に本社を置く、日本の菓子メーカー。

## 概要
銘菓志向ではなく、大福やどら焼き、タルト、カステラ、ブッセ等、おやつ志向の和菓子・洋菓子の生産をしている。愛媛県の代表銘菓である「タルト」は、当社で製造されたものが愛媛県外でも購入できる。愛媛県外には、九州地方や中国地方、京都市、栃木県佐野市などに支店や営業所がある他、海外にもまんじゅうなどの菓子を輸出している。
創業以来、販売エリアは愛媛県など四国を中心とした西日本と東海地方の一部に限られていたが、1999年に日本酒の蔵元が多いことで知られる京都市伏見区に京都伏見工場を開設し、販売エリアを近畿地方にも拡大した。京都伏見工場で作られた製品には「京都伏見」と記している。京都伏見工場で作られる製品には、酒造りにも使われる伏見の地下水が用いられている。2011年には東日本にも販売エリアを拡大するのを目的として東京都にも支店を開設した。また2015年には栃木県佐野市に東日本の製造拠点となる栃木佐野工場を新たに開設した。
八幡浜工場で作られた製品は中国・四国・九州地方に流通され、京都伏見工場で生産された製品は近畿・北陸・東海地方に、栃木佐野工場で生産された製品は関東・東北・北海道にそれぞれ流通されている。製品は、主にスーパーやコンビニ、ドラッグストアなどで販売されている。
一時は年間1億円以上もの輸出額であったが、現在は商社の関係で1千万円程度。
オンライン販売では、Amazonにて出品している。

## 事業所
工場
- 本社工場（愛媛県八幡浜市）
- 保内第一工場（愛媛県八幡浜市）
- 京都伏見第一・第二工場（京都府京都市伏見区）
- 栃木佐野工場（栃木県佐野市）

中四国営業部
- 愛媛支店（愛媛県伊予郡砥部町）
- 徳島支店（徳島県徳島市）
- 高松支店（香川県丸亀市）
- 岡山支店（岡山県岡山市南区）
- 広島支店（広島県広島市安佐南区）
- 山口支店（山口県山口市）

九州営業部
- 福岡支店（福岡県大野城市）
- 熊本支店（熊本県上益城郡嘉島町）
- 武雄支店（佐賀県武雄市）
- 宮崎支店（宮崎県宮崎市）
- 鹿児島支店（鹿児島県鹿児島市）
- 大分支店（大分県大分市）

関西営業部
- 京都支店（京都府京都市伏見区）
- 名古屋支店（愛知県名古屋市東区）
- 東京支店（東京都中央区）
- 北関東支店（栃木県佐野市）

直売所
- 愛媛本社工場直売所
- 京都伏見工場直売所
- 岡山直売所
- 栃木佐野工場直売所

## 沿革
- 1927年：木綱勝三郎が西宇和郡保内町（現：八幡浜市）にて個人商店として創業。
- 1948年：木綱勝が事業を継承。卸売りを中心とした営業を開始。
- 1960年：製造の機械化を開始。
- 1966年：八幡浜駅近くに工場移転。
- 1968年：株式会社あわしま堂製菓を設立
- 1974年：愛媛県八幡浜市保内町に新工場（現在の愛媛第一工場）を竣工、本社を移転
- 1975年：松山市に松山支店を開設。
- 1976年：商号を株式会社あわしま堂に変更
- 1989年：CI導入、資本金を9628万円に増資（社員435名）
- 1993年：資本金を2億1393万円に増資（社員601名）
- 1995年：保内町に新工場（現在の本社工場）、新事務所を竣工、本社を移転
- 1999年：京都伏見工場（現：京都伏見第二工場）竣工および京都支店を開設
- 2007年：京都伏見第一工場を竣工
- 2009年：名古屋支店を開設
- 2011年：東京支店を開設
- 2015年：栃木佐野工場、北関東支店を開設

## 主力商品

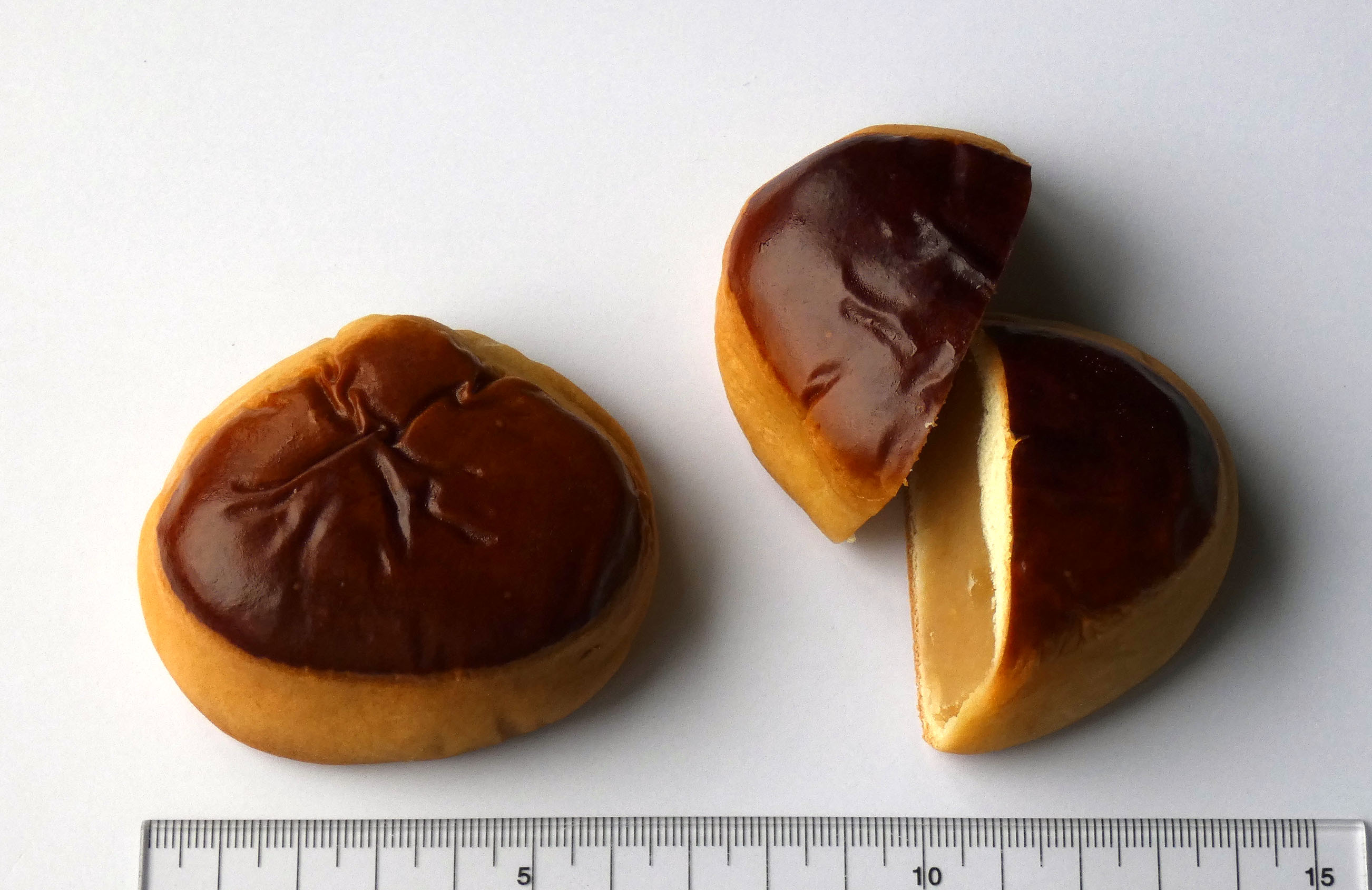
栗まんじゅう

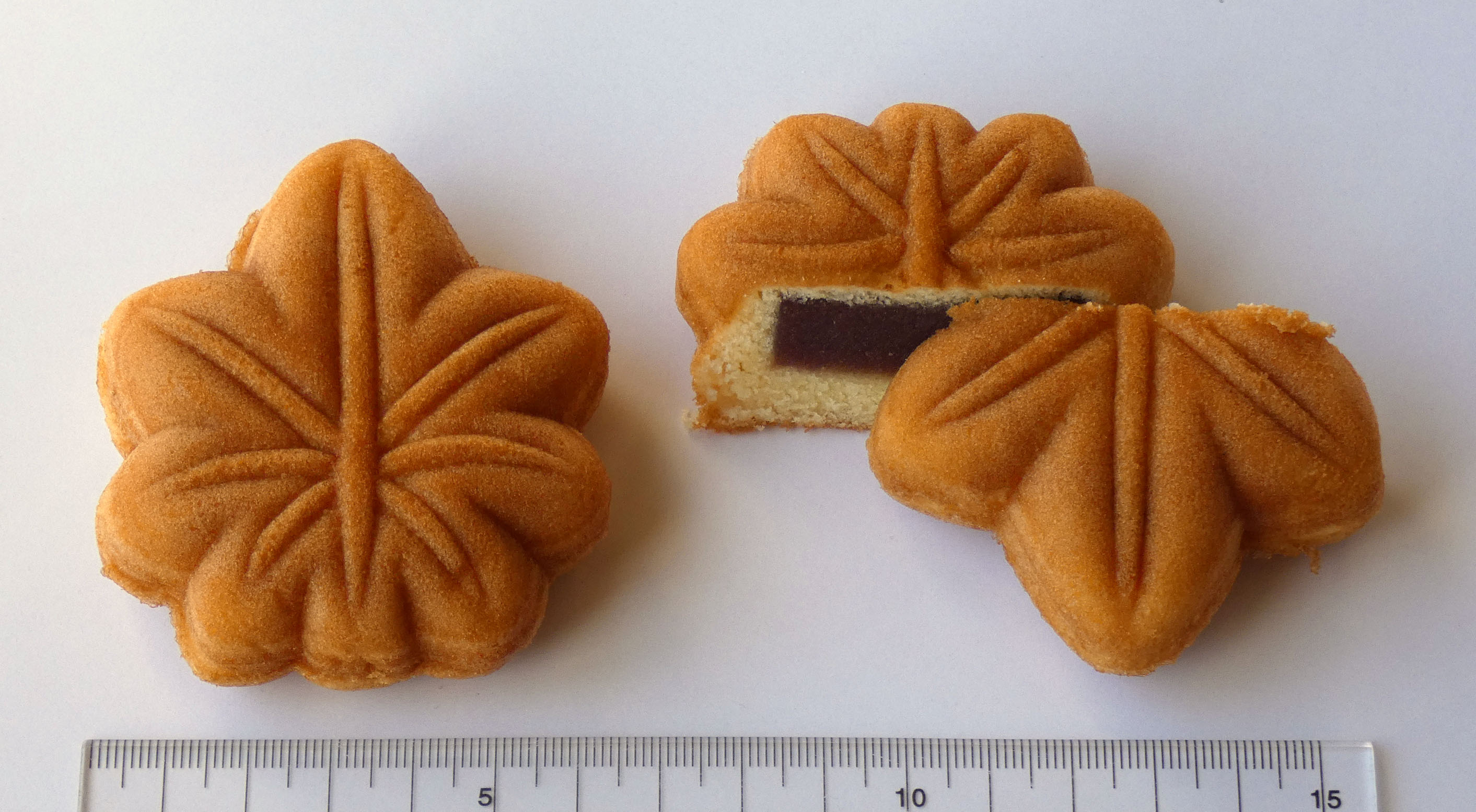
もみじ饅頭

- 串団子
  - みたらし団子
  - よくばり団子
- 焼きまんじゅう
  - 栗まんじゅう
  - もみじまんじゅう
  - 桃山
  - 和風スイートポテト
  - ごまとくるみの香ばし饅頭
  - あんが美味しい栗まんじゅう
- 蒸しまんじゅう
  - つぶあんうすかわ
  - 薄皮饅頭
  - 利久
  - もっちり甘酒饅頭
  - もっちり黒糖饅頭
- 酒まんじゅう
  - 酒饅頭白（小豆こしあん）
  - 酒まんじゅう白（こしあん）
- どら焼き
  - 北海道小豆どら焼
  - 栗どら
  - 極上どら焼
  - 極味逸品塩バターどら焼
- バナナ
  - バナナ3本入
  - ばなな2本入
- ようかん
  - くちどけ水羊羹
  - フルーツ水ようかん
- 醤油餅
- タルト
- カステラ
  - 長崎カステラ
  - シャルロッティ
- 粒々ブッセ
  - 焼チーズ
  - 焼りんご
  - 栗ブッセ
  - 抹茶あずきブッセ
  - チョコブッセ
  - コーヒーブッセ
- わらび餅
  - わらび餅
  - 抹茶わらび餅
  - 直火式焙煎きな粉使用わらび餅
- ぴーなつ焼
  - 心づくし
  - はだかむぎゅ２枚入
- 朝生
  - 桜餅
  - 柏餅
  - おはぎ
- 涼菓
  - くず餅
  - 水大福
  - 水ようかん大福